# Erik Bertelsen
Erik Bertelsen (1898-1969) var en dansk digter, der bl.a. skrev "Blæsten går frisk over Limfjordens vande". Han debuterede med romanen Havets Børn (1921), mens han ernærede sig som fabriksarbejder efter at have opgivet en læreruddannelse på grund af en høreskade.
Fiskermiljøet og den vestjyske hjemstavn danner baggrunden for næsten alle hans romaner, hvoraf trilogien Harboør-Folket (1938-1940) hører til hans mest kendte. Han boede sine sidste leveår i Bogense, hvor han døde i 1969.